# Reinaldo Rueda
Reinaldo Rueda Rivera (Cali, 16 april 1957) is een Colombiaans voetbaltrainer, die onder meer bondscoach was van zijn vaderland Colombia (2004–2006) en van WK-ganger Ecuador. Als clubtrainer won hij met het Colombiaanse Atlético Nacional de CONMEBOL Libertadores en de CONMEBOL Recopa.

## Trainerscarrière
Rueda was uitermate succesvol als coach van verschillende Colombiaanse jeugdteams, voordat hij in 2004 begon als bondscoach van de nationale A-ploeg, als opvolger van Francisco Maturana. Nadat hij zijn vaderland niet naar de WK-eindronde (2006) in Duitsland had weten te leiden, maakte hij in het najaar van 2006 plaats voor Jorge Luis Pinto.

### WK-kwalificatie 2010 Honduras
Rueda trad daarop in dienst als bondscoach van Honduras en wist met het Midden-Amerikaanse land vervolgens wel de WK-eindronde te bereiken. Honduras sneuvelde echter al in de groepsfase bij het WK voetbal 2010, waarna Rueda werd overladen met kritiek en vertrok. Kort daarop tekende hij een contract als bondscoach van Ecuador. Hij volgde Sixto Vizuete op. In het eerste duel onder zijn leiding, een vriendschappelijke uitwedstrijd op 4 september 2010 tegen Mexico in Zapopan, won Ecuador met 2–1 dankzij treffers van Cristian Benítez en Jaime Ayoví.

### WK-kwalificatie 2014 Ecuador
Ook met Ecuador slaagde Rueda erin zich te kwalificeren voor het WK in Brazilië. In de CONMEBOL kwalificatie eindigde Ecuador knap als derde achter leider Argentinië en zijn thuisland, voor de andere op het WK aanwezige CONMEBOL-landen Uruguay en het in Brazilië tegen Nederland spelende Chili. Hij zal het achtereenvolgens in het Estádio Nacional de Brasília in Brasilia, het Arena da Baixada in Curitiba en het roemruchte Maracanã in Rio de Janeiro moeten opnemen tegen respectievelijk Zwitserland, zijn voormalige nationale ploeg van Honduras en Frankrijk.

### WK 2014 Ecuador
Op het WK 2014 werd Ecuador derde in de poulefase, eerst verloor Ecuador van Zwitserland (2–1), daarna werd gewonnen van Honduras (1–2) en gelijkgespeeld tegen Frankrijk (0–0). Na het WK werd Rueda ontslagen door de FEF, hij werd opgevolgd door Sixto Vizuete.

## Erelijst
| CONMEBOL Libertadores | 1x | 2016                             |
| CONMEBOL Recopa       | 1x | 2017                             |
| Categoría Primera A   | 2x | 2015 Finalización, 2017 Apertura |
| Copa Colombia         | 1x | 2016                             |
| Superliga Colombiana  | 1x | 2016                             |